# C++17
C++17 (также известный как C++1z) — это название версии стандарта C++ ISO/IEC. Спецификации для C++17 были опубликованы в декабре 2017 года.
Значение константы __cplusplus стало 201703L, это используется для условной компиляции.

## Удалены или запрещены

### Удалены триграфы
Триграфы использовались для машин с нестандартной кодировкой и/или ограниченной клавиатурой: так, в немецком ASCII вместо скобок [\]{|}~ умляуты ÄÖÜäöüß. Ещё в конце 80-х, с распространением 8-битных кодировок, дешёвых резиномембранных клавиатур и качественно локализованных компьютеров, триграфы фактически потеряли смысл, и тридцать лет спустя были закономерно исключены.
```
// Will the next line be executed????????????????/

a
++
;
      
/* с триграфами эта строка закомментирована — триграф ??/ эквивалентен \ */

```

### Удалено ключевое слово register
Язык Си был «переносимым ассемблером»: он позволял делать быстрые программы, компилирующиеся на разных компьютерах, к тому же использовал ассемблерные утилиты (компоновщик, библиотекарь). Понятия вроде «заголовочный файл» и «единица трансляции» — отголоски тех времён. 
Слово register изначально связано с ручной оптимизацией программы. Современные компиляторы «под капотом» делают огромное количество оптимизаций, и подобное ручное управление представляется излишним. Ещё в Си++11 слово объявили нежелательным. Слово всё ещё остаётся зарезервированным, и его могут когда-нибудь задействовать с другой целью — как в Си++11 auto.

### Удалена операция ++ для bool
Операция явно небезопасна и запрещена ещё в Си++98. Операция -- отсутствует и так.

### Удалены заявленные исключения
Заявленные исключения void f() throw(A, B, C);, имеющиеся, например, в Java, приносят больше вреда, чем пользы. Запрещены в Си++11, удалены в Си++17. Остался throw() как синоним для noexcept(true).

### Удалены типы и функции, получившие замену (и ставшие запрещёнными) в Си++11
В их числе std::auto_ptr, std::random_shuffle и старые функциональные адаптеры.
Вместо них используются unique_ptr, shuffle и новые функциональные шаблоны, основанные на function/bind. Заявляется, что любой код на auto_ptr может быть механически преобразован в unique_ptr, с простым добавлением std::move там, где идёт передача владения.
Также удалены отдельные части iostream, запрещённые ещё в Си++98.

### Удалены конструкторы для std::function, принимавшие аллокатор
Всего пять перегрузок, включая эту
```
template
<
 
class
 
Alloc
 
>

function
(
 
std
::
allocator_arg_t
,
 
const
 
Alloc
&
 
alloc
 
)
 
noexcept
;

```

Из-за непонятной семантики и сложностей реализации их удалили без предварительного запрета.

### Запрещены крайне редкие возможности стандартной библиотеки
Запрещено несколько редких возможностей стандартной библиотеки:
- allocator<void> — оказался невостребованным;
- часть функций allocator — дублируется шаблоном allocator_traits;
- raw_storage_iterator — не вызывает конструкторов и потому ограничен по применению;
- get_temporary_buffer — имеет неочевидные подводные камни;
- is_literal_type — бесполезен для обобщённого кода, но оставлен, пока в Си++ существует понятие «литеральный тип»;
- iterator — проще писать итераторы с нуля, чем основываться на нём;
- codecvt — на поверку работал очень плохо, комитет призвал пользоваться специализированными библиотеками;
- shared_ptr::unique() — из-за ненадёжности в многопоточной среде.

Полностью удалить обещают в Си++20.

### Запреты, связанные с новыми функциями Си++17
- result_of → invoke_result — более простой синтаксис, основанный на выведении типов Си++11[15];
- bool uncaught_exception() → int uncaught_exceptions() — в обработке одного исключения система может выбросить другое (например, пользователь выдернул флэшку и «посыпались» ошибки ввода-вывода), так что могут «висеть» необработанными и несколько исключений. Проверить, сколько их было в конструкторе и сколько стало в деструкторе — более надёжный и «бесплатный» с точки зрения имеющихся библиотек метод определения, выбрасывать исключение из деструктора или нельзя[16][17][18].

### Удалены заголовки библиотеки Си
С переходом на Си11 удалены заголовочные файлы <ccomplex>, <cstdalign>, <cstdbool>, <ctgmath>. Файл <ciso646> не запрещён.

### autox{};больше не создаётinitializer_list
Добавленный в Си++11 универсальный инициализатор int x{}; позволяет одним синтаксисом создать объект, структуру, массив. При этом, если есть возможность подставить initializer_list, подставляет. В Си++17 уточнено: если вместо типа стоит auto, пользователь хочет создать один объект и никаких initializer_list не нужно.
При этом auto x = {1, 2, 3}; продолжает создавать: с одной стороны, для совместимости с for (auto x : {1, 2, 3}), с другой — для одного объекта есть auto x = 1;.
```
auto
 
x1
 
=
 
{
 
3
 
};
   
// std::initializer_list<int>

auto
 
x2
 
{
 
1
,
 
2
 
};
  
// теперь ошибка

auto
 
x3
 
{
 
3
 
};
     
// int

```

## Глобальные изменения

### Спецификация исключений — теперь часть системы типов
Функции void f() noexcept(true); и void f() noexcept(false); — теперь функции с разными типами (но не могут составлять перегруженный набор). Это позволит API требовать callback’и, которые не выбрасывают исключений, а также оптимизировать код под отсутствие таковых.

### New с чрезмерным выравниванием
В Си++11 появилась возможность создавать структуры данных, чьё выравнивание больше, чем теоретическое. Эта возможность была подхвачена операцией new.
```
class
 
alignas
(
16
)
 
float4
 
{

	
float
 
f
[
4
];

};

float4
 
*
p
 
=
 
new
 
float4
[
1000
];

```

Появилась перегрузка операции new с дополнительным параметром, чтобы корректно разместить в памяти чрезмерно выравненный объект.

### Обязательное избавление от перемещения
Изменён смысл понятия prvalue: теперь это всего лишь инициализация.
В коде SomeType a = 10; хоть всё ещё требуется и конструктор, и операция =, гарантированно будет вызван только конструктор.
Это значит, что функции могут возвращать типы, которые нельзя копировать и перемещать.
С первых лет Си++ существовал необязательный механизм NRVO — named return value optimization, оптимизация возврата именованных переменных (string x; doSmth(x); return x;): если есть некоторая переменная и все операторы return из её области видимости возвращают только её, она будет создана прямо там, куда просит вызывающий код, и для возврата перемещение не нужно. Этот механизм никак не связан с prvalue и всё ещё остаётся необязательным.

### Более строгий порядок вычисления
Теперь операции a.b, a->b, a->*b, a(b1, b2, b3), b += a (и аналоги для других операций), a[b], a << b и a >> b вычисляются в порядке a → b, чтобы держать под контролем побочные эффекты.
Если их вызвать как функции (например, operator += (a, b)), порядок остаётся неопределённым.

### Расширили понятие «константа в шаблоне»
Существуют шаблоны, принимающие константу.
```
template
 
<
int
 
N
>
 
struct
 
Array

{

  
int
 
a
[
N
];

};

```

Что может быть константой N, и что не может — объявлено от противного. Константа в шаблоне не может быть указателем на поле, на временный объект, на строковый литерал, на результат typeid и на стандартную переменную __func__;

### В for могут быть begin и end разного типа
Теперь for (auto v : x) означает auto __begin = begin-expr; auto __end = end-expr;, допуская begin и end разных типов.
Это — база для прохода по диапазонам (ranges), работа над которыми продолжается.

## Редакционные правки

### Понятие «непрерывный итератор»
Массивы std::vector и std::string имеют дело с непрерывными участками памяти. Для них ввели понятие «непрерывный итератор». Концептуально ничего не изменилось.
Дали определения и другим понятиям — forwarding reference, default member initializer, templated entity. Это работа над концепциями Си++20.

### Запрещены символы u'x' и U'x', не кодируемые одним символом
Ранее подобное поведение определялось реализацией.
Заодно сделали «символы UTF-8», которые имеют тип char и могут держать коды от 0 до 127, по аналогии со строками UTF-8 — по видимому, чтобы программа меньше зависела от настроек локали на компьютере.

### Временно запрещён memory_order::consume
Из-за неадекватной семантики метод упорядочивания «consume» устно (без отметки [[deprecated]]) запретили, призвав пользоваться методом «acquire». Работа над новой семантикой всё ещё ведётся, и уже в Си++20 запрет сняли.
В любом случае на PowerPC и ARM все загрузки автоматически будут consume, но не все — acquire, и метод consume может сберечь такты в кроссплатформенном коде.

## Язык

### static_assert с одним аргументом
Если static_assert не сработал, не всегда требуется сообщать программисту, что не так — часто он и сам может понять из контекста..
```
static_assert
(
sizeof
(
wchar_t
)
 
==
 
2
);

```

### inline для глобальных переменных и констант
Теперь можно в заголовочном файле написать inline const ClassName INSTANCE_NAME и все cpp-файлы будут ссылаться на один объект — в отличие от const ClassName INSTANCE_NAME или static const ClassName INSTANCE_NAME.
Линкеры давно оптимизированы под шаблонные функции (в объектных файлах может быть несколько одинаковых специализаций, но в EXE будет одна), и этот их механизм можно задействовать и на новые переменные.

### Новые стандартные аннотации
- [[fallthrough]]: в одном из разделов оператора switch мы намеренно «проваливаемся» в следующий. Возможная реализация устройства Даффа

int n = (count + 7) / 8;
if (!count) return;
switch (count % 8) {
case 0: do { *to = *from++; [[fallthrough]];
case 7:      *to = *from++; [[fallthrough]];
case 6:      *to = *from++; [[fallthrough]];
case 5:      *to = *from++; [[fallthrough]];
case 4:      *to = *from++; [[fallthrough]];
case 3:      *to = *from++; [[fallthrough]];
case 2:      *to = *from++; [[fallthrough]];
case 1:      *to = *from++;
        } while (--n > 0);
}

- [[nodiscard]]: вызов функции как процедуры считается предупреждением — например, это «чистая» функция вроде string::empty()[32], вся работа которой заключается в возврате значения, или протокол работы с объектом требует что-то сделать с возвращённым значением, как в unique_ptr::release(). Атрибут можно прикрепить к типу: любое неиспользование временного объекта — потенциальная ошибка. В более позднем стандарте C++20 можно прикрепить атрибут к конструктору, а также указать причину, почему вызов ошибочен.

class SmartPtr {  // собственная реализация unique_ptr
public:
   /// Передаёт управляемый объект под ручное управление
   /// @return  указатель на управляемый объект
   [[nodiscard]] Payload* release();
};

SmartPtr p;

Payload* data = p.release();   // правильное использование умного указателя
  delete data;
p.release();   // warning: ignoring return value of 'SmartPtr::release()', declared with attribute nodiscard
(void)p.release();  // так глушат предупреждение

// Дескриптор какого-то системного объекта, который в принципе нельзя бросать
enum class [[nodiscard]] Handle: size_t { EMPTY = 0 };

- [[maybe_unused]]: в каком-то из режимов компиляции (Windows/POSIX, отладка/выпуск) тот или иной элемент не используется, и предупреждение нужно подавить.

// Простенькая архитектура передачи текста из системного wstring в QString (UTF-16).
template <int Sz> void append(QString& s, unsigned long ch);

// версия для Windows, wstring = UTF-16
template<> [[maybe_unused]] inline void append<2>(QString& s, unsigned long ch)
   { s.append(static_cast<uint16_t>(ch); }

// Версию для POSIX append<4> для краткости опустим

std::wstring s = L"\U0001F60E";    // смайлик в очках
QString r;
// Для краткости мы делаем точную копию и столь сложный код не нужен.
// Но бывает нужен в какой-нибудь обработке — например, разэкранировании символов.
for (auto c : s)
  append<sizeof(c)>(r, c);

Или параметр намеренно не используется, но имя оставлено для документирования.
class ISoccerSeason {  // интерфейс
public:
   /// @pre      обе команды участвуют в этом сезоне.
   /// @return   true, если будет сыгран матч между командой home на своём поле и away в гостях
   /// @warning  В типичном футбольном сезоне обе команды сыграют и на своём, и на чужом поле.
   virtual bool doTeamsPlay([[maybe_unused]] const Team& home, [[maybe_unused]] const Team& away) const
      { return true; }
   virtual ~ISoccerSeason() = default;
};

### Использование typename во вложенных шаблонах
Недоработка языка Си++: в шаблонах typename и class кое-где не взаимозаменяемые.
```
template
<
template
<
typename
>
 
class
 
X
>
 
struct
 
C
;
    
// Остаётся OK

template
<
template
<
typename
>
 
typename
 
X
>
 
struct
 
D
;
 
// Теперь OK

```

Оба ключевых слова явно объявлены взаимозаменяемыми.

### Структурное связывание
Появился новый способ объявления переменных для распаковки сложных объектов, который получил название структурного связывания.
```
auto
 
[
place
,
wasInserted
]
 
=
 
someMap
.
emplace
(
key
,
 
value
);

```

Работает для пар, кортежей и прочих типов, где работает std::get.

### Запись namespace A::B
Определение вложенных пространств имён: namespace A::B {} как сокращение для namespace A { namespace B {} };

### Аннотации для пространств имён и элементов перечисляемого типа
Например:
```
enum
 
class
 
TriBool
 
{

  
NO
,

  
MAYBE
,

  
YES
,

  
NN
 
[[
maybe_unused
]],

  
UNSPECIFIED
 
[[
deprecated
(
"Переименован в MAYBE"
)]]
 
=
 
MAYBE

};

constexpr
 
int
 
TriBool_N
 
=
 
static_cast
<
int
>
(
TriBool
::
NN
);

const
 
char
*
 
triBoolNames
[
TriBool_N
]
 
=
 
{
 
"no"
,
 
"maybe"
,
 
"yes"
 
};

```

Какой-то заявленной цели пока нет, но это позволит разработчикам компиляторов придумать таковую — например, объявить, что элемент NN особый и его не надо присваивать переменным, обрабатывать в switch.

### If при компиляции
Концепция SFINAE позволила сделать несложный шаблон enable_if, который обеспечивает разную функциональность для разных типов, но даёт тяжеловесный код. В Си++17 можно упростить программу: оператор if constexpr(expression) инстанцирует код, если выражение в скобках истинно.
```
template
 
<
class
 
T
>

constexpr
 
T
 
absolute
(
T
 
arg
)
 
{

  
return
 
arg
 
<
 
0
 
?
 
-
arg
 
:
 
arg
;

}

template
 
<
class
 
T
>

constexpr
 
auto
 
precision_threshold
 
=
 
T
(
0.000001
);

template
 
<
class
 
T
>

constexpr
 
bool
 
close_enough
(
T
 
a
,
 
T
 
b
)
 
{

  
if
 
constexpr
 
(
is_floating_point_v
<
T
>
)
 
// << !!

    
return
 
absolute
(
a
 
-
 
b
)
 
<
 
precision_threshold
<
T
>
;

  
else

    
return
 
a
 
==
 
b
;

}

```

В данном случае мы убеждаемся, что разница между дробными числами невелика, а целые просто проверяем на равенство.

### Упрощённый синтаксис двухместной операции в переменных шаблонах
Упакованные выражения:
```
template
<
typename
...
 
Args
>
 
bool
 
foo
(
Args
...
 
args
)

    
{
 
return
 
(
true
 
&&
 
...
 
&&
 
args
);
 
}
  
// Было

    
{
 
return
 
(...
 
&&
 
args
);
 
}
          
// Стало, (a && b) && c

    
{
 
return
 
(
args
 
&&
 
...);
 
}
          
// Стало, a && (b && c)

```

### Инициализация локальной переменной в if/switch
Аналогично инициализации локальных переменных в for, делает код компактнее.
```
if
 
(
auto
 
it
 
=
 
m
.
find
(
key
);
 
it
 
!=
 
m
.
end
())
 

    
return
 
it
->
second
;

```

### Using в атрибутах
```
// Было

void
 
f
()
 
{

    
[[
rpr
::
kernel
,
 
rpr
::
target
(
cpu
,
gpu
)]]
 
// повтор

    
do_task
();

}

// Стало

void
 
f
()
 
{

    
[[
using
 
rpr
:
 
kernel
,
 
target
(
cpu
,
gpu
)]]

    
do_task
();

}

```

### Бестиповые параметры в шаблонах
Позволяют задавать шаблонные параметры любого типа через auto.
```
template
<
auto
 
X
>
 
struct
 
B
 
{
 
static
 
constexpr
 
auto
 
value
 
=
 
X
;
 
};

B
<
5
>
 
b1
;
   
// OK: template parameter type is int

B
<
'a'
>
 
b2
;
 
// OK: template parameter type is char

B
<
2.5
>
 
b3
;
 
// error: template parameter type cannot be double

```

### Захват лямбда-объектом *this
Было: [self = *this]{ self.f(); }. Стало: [*this]{ f(); }.

### Можно инициализировать enum class числом
enum class иногда применяется, чтобы сделать другой целый тип, не совместимый ни с чем. Теперь переменные этого типа можно инициализировать числами
```
enum
 
class
 
Handle
 
:
 
intptr_t
 
{
 
INVALID
 
=
 
0
 
};

Handle
 
h
 
{
 
42
 
};

Handle
 
h
 
=
 
42
;
     
// запрещено

```

## Гармонизация с Си

### Шестнадцатеричное представление дробных чисел
Шестнадцатеричная мантисса и десятичный порядок: 0xC.68p+2, 0x1.P-126, аналогично формату printf %a. Си поддерживает этот синтаксис с версии 99.

## Библиотека

### Мелкие доработки библиотеки
- Неконстантная перегрузка string::data. Используется для вызова низкоуровневых строковых функций, которые принимают участок памяти определённой длины и заполняют его символами (например, WinAPI). До Си++11 использовался const_cast<char*>(x.data()), до Си++17 — &x.front().
- emplace_back одного элемента возвращает ссылку. Позволяет написать такую конструкцию:

v.emplace_back("alpha", "bravo").doSomething();

- Стандартную библиотеку Си обновили с C99 до C11[44].
- Функции std::size(x), std::begin(x), std::end(x), std::empty(x). Позволяют писать общий шаблонный код для контейнеров STL и массивов[26][45]. К тому же std::size — нужная функция, которую ранее часто писали своими силами с ошибками.
- Добавлена частичная специализация bool_constant<bool B> = integral_constant<bool, B>;[46]
- Добавились функции-свойства для SFINAE: is_swappable, is_nothrow_swappable, is_swappable_with, is_nothrow_swappable_with, is_aggregate (составной тип), has_unique_object_representations (тривиально копируемый объект, и любые два объекта с одинаковым значением имеют одинаковое внутреннее представление).
- Новый шаблон void_t<T> = void. Упрощает создание SFINAE-шаблонов, которые можно раскрыть, если тип T существует[47].
- Для std::search добавилась версия с объектом-искателем. По умолчанию существуют три искателя: простейший, Бойер-Мур и Бойер-Мур-Хорспул.
- Новая функция make_from_tuple инициализирует тип T данными из кортежа.
- Новая константа atomic::is_always_lock_free определяет, является ли атомарная переменная неблокирующей.
- В chrono добавили функции округления вверх, вниз и до ближайшего.
- В map/set добавили функции переброски (merge) и извлечения (extract) элементов.
- Добавился тип shared_ptr<T>::weak_type = weak_ptr<T>.
- В некоторых случаях аллокаторы могут иметь неполный тип. Теперь возможны рекурсивные структуры наподобие struct X { std::vector<X> data; };. Крупные компиляторы давно поддерживают такое, осталось только заспецифицировать.
- Добавились неявные конструкторы в pair и tuple.
- unique_ptr/shared_ptr могут работать с Си-массивами (shared_ptr<string[]>(new string[n])). В Си++14 требовалось протаскивать правильную функцию удаления (shared_ptr<string[]>(new string[n], default_delete<string[]>() )).
- Уточнена работа common_type[48][49].

### Новый типstd::string_view
Часто бывает нужно передать неизменную строку в другой участок кода, это можно сделать такими методами:
```
void
 
doSmth
(
const
 
char
 
*
s
);
         
// а что, если в строке нулевой символ?

                                    
//  Да и внутренности функции становятся ошибкоопасными

void
 
doSmth
(
const
 
std
::
string
 
&
s
);
  
// а что, если строка — не string, и придётся выделять память?

```

В C++17 появился тип string_view — строка, имеющая только указатель и длину, без владения, управления памятью и даже без завершающего нуля — и поэтому она не имеет функции c_str(). Изменять можно только границы (начало/длину), но не символы. Задача программиста — сделать, чтобы объект не пережил тот буфер памяти, где хранится строка, и передача параметров — отличное применение для него. Объект string_view очень маленький (2·битность машины), и его стоит передавать по значению, а не по ссылке.
string_view сам по себе является абстракцией — он абстрагируется от метода хранения строки, требуя только одно — чтобы текстовые данные были последовательными байтами в памяти. Только сложные необычные структуры (например, строп/канат) хранят строки вразброс. А все остальные — и string, и const char*, и разного рода массивы — преобразуются в string_view.

### Размер строки кэша
Есть две новые константы, hardware_constructive_interference_size и hardware_destructive_interference_size. Таким образом пользователь может избежать ложного общего доступа (destructive interference) и улучшить локальность (constructive interference).
```
struct
 
keep_apart
 
{

  
alignas
(
hardware_destructive_interference_size
)
 
atomic
<
int
>
 
cat
;

  
alignas
(
hardware_destructive_interference_size
)
 
atomic
<
int
>
 
dog
;

  
// cat далеко от dog, их можно менять из разных потоков.

};

struct
 
together
 
{

  
atomic
<
int
>
 
dog
;

  
int
 
puppy
;

};

struct
 
kennel
 
{

  
//...

  
alignas
(
sizeof
(
together
))
 
together
 
pack
;

  
//...

};

static_assert
(
sizeof
(
together
)
 
<=
 
hardware_constructive_interference_size
);

// убеждаемся, что together занимает одну строку кэша.

```

Теоретически обе константы должны быть одинаковыми, но для поддержки неоднородных архитектур решено было сделать две константы.

### Новый тип shared_mutex
Мьютекс, позволяющий читать параллельно и писать одному. Блокировщики для него называются shared_lock и unique_lock.

### Автоматическое определение типа параметра контейнера
В библиотеке появились функции, так называемые deduction guides, позволяющие делать такое:
```
std
::
pair
 
p
(
2
,
 
4.5
);
   
// 1

std
::
vector
<
int
>
 
v
 
=
 
{
1
,
 
2
,
 
3
,
 
4
};

std
::
vector
 
x
(
v
.
begin
(),
 
v
.
end
());
   
// 2

```

### Новые функции вставки в ассоциативный массив с неповторяющимся ключом
Для std::map и std::unordered_map добавились две новых функции.
```
#include
 
<string>

#include
 
<map>

class
 
Pair
 
{

public
:

    
int
 
value1
,
 
value2
;

    
Pair
()
 
:
 
value1
(
0
),
 
value2
(
0
)
 
{}

    
explicit
 
Pair
(
int
 
aValue1
)
 
:
 
value1
(
aValue1
),
 
value2
(
0
)
 
{}

    
Pair
(
int
 
aValue1
,
 
int
 
aValue2
)

        
:
 
value1
(
aValue1
),
 
value2
(
aValue2
)
 
{}

};

int
 
main
()

{

    
std
::
map
<
std
::
string
,
 
Pair
>
 
m
;

    
// Вставить отсутствующий, перезаписать имеющийся

    
m
[
"a"
]
 
=
 
Pair
(
3
,
 
4
);
  
// Си++03 — нужна доп.проверка, была ли перезапись

    
m
.
insert_or_assign
(
"a"
,
 
Pair
{
3
,
 
4
});
 
// Си++17 — возвращает пару {iterator, bool}

    
// Вставить отсутствующий, имеющихся не трогать

    
m
.
emplace
(
"a"
,
 
1
);
      
// Си++11 — создаёт временную пару {key, value}

    
m
.
try_emplace
(
"a"
,
 
1
);
  
// Си++17 — не создаёт временной пары {key, value}

    
return
 
0
;

}

```

### Новые математические функции
Внесены в пространство имён std нестандартные математические функции: beta, cyl_bessel_i/j/k, cyl_neumann, [comp_]ellint_1/2/3, expint, hermite, [assoc_]laguerre, [assoc_]legendre, riemann_zeta, sph_bessel, sph_legendre, sph_neumann. За пределами std (в math.h) их нет.
Из первого предложения (2010): «Мы надеемся, что принятие этого предложения даст посыл разным сообществам вычислителей, что, несмотря на расхожее поверье, Си++ тоже вполне годится для их отрасли». Тогда его не приняли. Сейчас основные производители библиотек (Dinkumware, Boost, GCC) уже имеют эти функции.
Также добавились вычисление НОД и НОК, функция приведения в диапазон (clamp), трёхмерная гипотенуза hypot(x, y, z).

### Библиотека файловой системы
Библиотека файловой системы, основанная на boost::filesystem, позволяет:
- автоматическую интернационализацию имён файлов в зависимости от особенностей ОС. Библиотека скрывает, в какой кодировке она работает, и сама конвертирует имена в нужную — как минимум в определённую локалью однобайтовую и различные варианты Юникода;
- проход по каталогам (в том числе рекурсивный);
- определение типов файлов (обычный, каталог, сокет…);
- деление пути к файлу на составные части: диск, каталог, имя и расширение;
- создание каталогов, копирование файлов, удаление каталогов и файлов (в том числе рекурсивное);
- проверку существования файлов;
- получение имён для временных файлов.

### Неинициализированная память
Хорошо написанная реализация std::vector и подобных типов разделяет выделение памяти и создание объектов — например, память выделяется сразу на восемь объектов, но в буфере всего один готовый объект, а остальные семь — пока неопределённый «мусор». Для этого используется placement new new (ptr) T и прямой вызов деструктора ptr->~T.
Подобные объекты обычно шаблонные, и приходится учитывать некоторые нюансы — например, для копирования массива из N простейших объектов достаточно примитивного memcpy, а делать цикл на N тривиальных деструкторов бессмысленно. Чтобы инкапсулировать эти сложности, появились функции uninitialized_default_construct, uninitialized_value_construct, uninitialized_move, destroy, destroy_at, а также их версии для n элементов.
Функция std::launder отключает важное предположение компиляторов: если указатели на виртуальный класс смотрят в один адрес, то у них гарантированно один подтип — а значит, можно агрессивнее подменять виртуальные вызовы статическими там, где этого launder нет. Также связано с управлением неинициализированной памятью через placement new: на месте объекта-«отца» вдруг появился «сын» или наоборот.

### Вариативные типы
Появился класс std::any, способный содержать данные любого типа. От реализаций требуется, чтобы небольшие объекты помещались в any без выделения памяти. Функция any_cast требует точного совпадения типа, и any_cast<double> ничего не даст, если внутри объекта int.
```
std
::
cout
 
<<
 
std
::
boolalpha
;

std
::
any
 
a
 
=
 
1
;

std
::
cout
 
<<
 
a
.
type
().
name
()
 
<<
 
": "
 
<<
 
std
::
any_cast
<
int
>
(
a
)
 
<<
 
std
::
endl
;

a
 
=
 
3.14
;

std
::
cout
 
<<
 
a
.
type
().
name
()
 
<<
 
": "
 
<<
 
std
::
any_cast
<
double
>
(
a
)
 
<<
 
std
::
endl
;

a
 
=
 
true
;

std
::
cout
 
<<
 
a
.
type
().
name
()
 
<<
 
": "
 
<<
 
std
::
any_cast
<
bool
>
(
a
)
 
<<
 
std
::
endl
;

// i: 1

// d: 3.14

// b: true

```

Также есть более простые std::variant<int, bool, double> (один тип из нескольких заданных) и std::optional<T> (T или ничего).

### Низкоуровневые функции преобразования число-текст
Известный недостаток Си++: для низкоуровневого преобразования чисел в текст без выделения памяти приходится запускать тяжёлую и ненадёжную sprintf, а встроенное преобразование текста в число, оставшееся с Си, довольно ненадёжно.
Теперь есть встроенные сверхскоростные from_chars и to_chars. Они не требуют (и не производят) закрывающего нуля и могут работать, например, на string_view. Набор настроек минимальный: для целых основание, для дробных один формат из трёх и ограничение точности.
Преобразование число→строка:
- содержит целую часть: результат .5 запрещён;
- точное: выдаёт достаточно цифр, чтобы восстановить число до бита;
- локаленезависимое: разделитель дроби всегда точка;
- краткое: наиболее короткий из двух форматов, стандартного и фиксированного.

Преобразование строка→число не распознаёт «мусорные» символы вроде 0x и +, а для чисел без знака — и минус.
Из-за ограниченности и локаленезависимости предназначены они в первую очередь для JSON и XML, где нужна огромная скорость.

### Новый типpolymorphic_allocator
Структуры данных STL (строки, вектора и прочее) содержат шаблонный параметр — аллокатор памяти. Этот аллокатор работает как концепция обобщённого программирования, а не как интерфейс объектно-ориентированного: выделение памяти в куче и пуле даёт разные несовместимые типы. Класс polymorphic_allocator — стандартное начало для редкой задачи: в зависимости от каких-то условий, выделять память то в куче, то в пуле.
Сам по себе polymorphic_allocator — не интерфейс, но он связан с интерфейсом memory_resource.

### Новый шаблонstd::invoke
Позволяет единообразно вызывать функции, объекты с операцией () (функторы) и лямбда-объекты. Также добавились функции is_invocable, is_invocable_r, invoke_result.

### Параллельные версии алгоритмов STL
Для 69 алгоритмов из <algorithm>, <numeric> и <memory> придуманы параллельные версии.